# Metanapis plutella
Espèce
Synonymes
- Pseudanapis plutella Forster, 1974

Metanapis plutella est une espèce d'araignées aranéomorphes de la famille des Anapidae.

## Distribution
Cette espèce est endémique du Congo-Kinshasa.

## Publication originale
- Forster, 1974 : Symphytognathid spiders from Central Africa. Revue Zoologique Africaine vol. 88, p. 115-126.